# Croton suavis
Croton suavis är en törelväxtart som beskrevs av Carl Sigismund Kunth. Croton suavis ingår i släktet Croton och familjen törelväxter. Inga underarter finns listade i Catalogue of Life.